# Lomanka, Novhorod-Siverskîi
Lomanka (în ucraineană Ломанка) este un sat în comuna Orlivka din raionul Novhorod-Siverskîi, regiunea Cernihiv, Ucraina.

## Demografie
Componența lingvistică a localității Lomanka
     Ucraineană (93,08%)
     Rusă (6,92%)
Conform recensământului din 2001, majoritatea populației localității Lomanka era vorbitoare de ucraineană (93,08%), existând în minoritate și vorbitori de rusă (6,92%).